# Philippe Berthelot
Pour les articles homonymes, voir Berthelot.
Philippe Joseph Louis Berthelot, né à Sèvres le 9 octobre 1866 et mort à Paris le 22 novembre 1934, est un diplomate français. Il est l'une des figures les plus marquantes du Quai d'Orsay du début du XXe siècle.

## Biographie

### Jeunesse et études

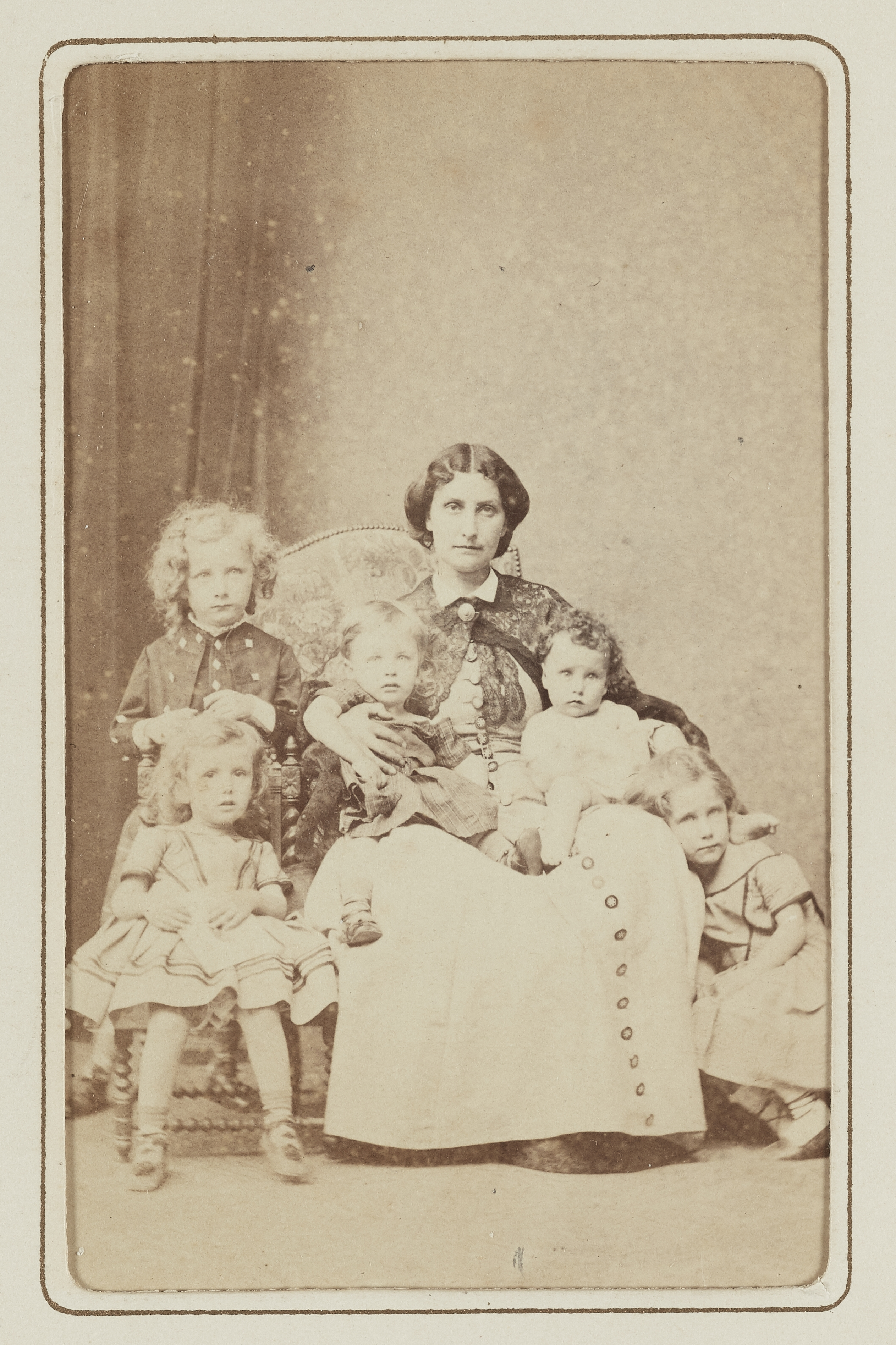
Sophie Berthelot et ses enfants André, Hélène, Camille, Daniel et Philippe

Philippe Berthelot naît dans une famille d'intellectuels. Il est le fils du chimiste et homme d'État Marcellin Berthelot et de Sophie Berthelot (famille Breguet). Sa mère l'éduque avec ses frères dans une tradition calviniste mais Philippe Berthelot est agnostique (ce qui est au centre de ses échanges épistolaires avec son ami, le fervent catholique Paul Claudel).
Il suit une formation de juriste mais également une formation en langues, histoire et philosophie orientales. Il étudie à l'École libre des sciences politiques. 
Durant sa jeunesse il a quelques problèmes avec la police car il s'amuse à ridiculiser les bourgeois du Quartier latin en leur lançant des œufs, il côtoie à l'époque de nombreux écrivains qui sont alors ses camarades de beuveries et multiplie les conquêtes féminines. 

### Parcours professionnel
Son père l'inscrit au concours des affaires étrangères mais il ne se présentera pas à toutes les épreuves en raison d'histoires sentimentales. Il est nommé chargé de mission pour le Quai d'Orsay au Portugal.
En 1899, il fréquente le domaine d'Armand Point à Bourron-Marlotte, où l'artiste reçoit en compagnie de son égérie et maîtresse Hélène Linder (1867-1955) dont il tombe amoureux et devient l'amant. Il s'installe avec elle en 1900 dans un petit appartement près du jardin du Luxembourg, puis en 1906 dans un grand appartement au 126, boulevard du Montparnasse. Le couple se marie en août 1914, Paul Claudel et Stephen Pichon seront témoins à leur mariage.
Sa carrière diplomatique démarre véritablement par un grand tour d'Asie où il fait nombre de recherches de terrains en Asie. Il passe près de deux ans en Chine, de 1902 à 1904, pour retrouver son ami Claudel, mais aussi Pierre-Rémi Bons d'Anty, et pour traverser tout le pays. De cette expérience, il rapporte une de ces formules lapidaires : « Il n'y a pas de formation professionnelle ni humaine complète sans un séjour en Extrême-Orient », qui  résume sa fascination et marquera le Quai d'Orsay, mais dit aussi son intuition de l'entrée de la Chine longtemps close dans le cours des affaires du monde moderne.

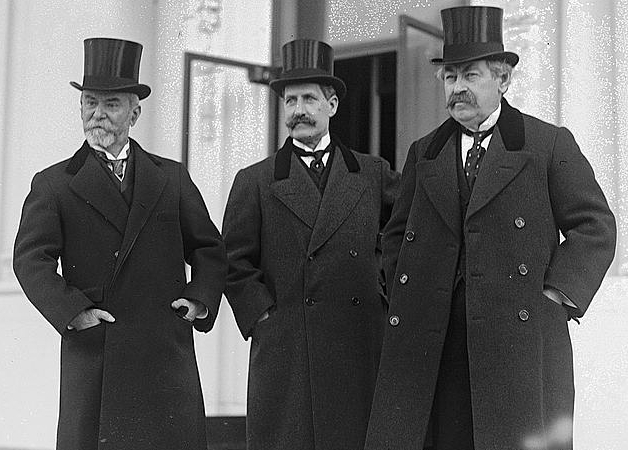
Philippe Berthelot à Washington en 1921 avec Jean Jules Jusserand (à gauche) et Aristide Briand (à droite).

Il est auprès d'Aristide Briand l'un des fervents défenseurs de la nécessité de ne pas assommer l'Allemagne après la Première Guerre mondiale. Il est d'ailleurs l'un des principaux artisans des accords de Locarno et du pacte Briand-Kellogg. Après avoir dirigé le cabinet du ministre des Affaires étrangères, il est nommé secrétaire général du ministère en 1920. Entre 1921 et 1925, il est écarté du poste qui reste alors vacant en raison d'une affaire judiciaire (scandale de la Banque industrielle de Chine) mais le réintègre à partir de 1925. Il est ensuite mis en disponibilité pour raison de santé en février 1933, et Alexis Leger, connu en poésie sous le pseudonyme de Saint-John Perse, lui succède à ce poste. Philippe Berthelot défend dès le début la nécessité d'une politique de modération vis-à-vis de l'Allemagne, ce qui lui vaut le soutien de l'économiste John Maynard Keynes. Berthelot défend la nécessité d'une politique modérée par réalisme politique, il prévoit en effet le désastreux retour de bâton que pourra avoir le traité de Versailles. Cette opinion lui vaut beaucoup d'adversaires, et notamment Raymond Poincaré. Il s'oppose explicitement à l'extrême droite des ligues, qui ont soutenu Poincaré.
Outre son activité de diplomate éminent, qui fait de lui l'âme de la politique étrangère de la France dans la première moitié de l'entre-deux-guerres, Philippe Berthelot est connu pour ses nombreuses amitiés artistiques et littéraires. Il favorise notamment la carrière de Paul Claudel, Saint-John Perse, Jean Giraudoux, Paul Morand, André Gide, Armand Point, Jean Cocteau, Coco Chanel, Colette, et Raymond Radiguet (que lui présente Cocteau). Il participe activement à la promotion des arts et se lie d'amitié avec Victor Hugo (que connaissait son père), Auguste Rodin, Adolphe Brisson, Antonio de La Gandara, Paul Valéry, Gustave Flaubert, Paul Nizan, la famille d'Arthur Rimbaud, etc.
Paul Morand lui voue une grande admiration, écrit dans Venises que Berthelot mena seul la politique étrangère de la France entre 1914 et 1918, en « refusant de mettre les pieds à l’Élysée », ce que ne lui pardonnera pas Raymond Poincaré.
Il est, avec son frère André Berthelot, la cible d'une vaste campagne de presse menée par l'extrême droite — particulièrement l'Action française — visant à démontrer qu'il aurait voulu favoriser les intérêts de la Banque industrielle de Chine au détriment de sa concurrente la Banque d'Indochine, dans laquelle Paul Doumer avait des intérêts. L'extrême droite des ligues — et particulièrement les mouvements proches de Maurras qui détestaient déjà son père pour son effort en faveur d'une science libérée des dogmes religieux —, qui a toujours été opposée à Philippe Berthelot, a tenté de monter cette affaire en épingle.[réf. nécessaire] Si en 1922 un premier jugement projette une mise à pied d'une durée de dix ans, l'affaire est éclaircie et il réintègre le Quai d'Orsay en 1925.
Philippe Berthelot s'adonne aussi, avec son frère Daniel, à la poésie, écrivant notamment Alexandre à Persépolis, 330 av. J.-C., un sonnet aux rimes en « omphe » et en « eus ».
Il est le héros à la fois craint et admiré de Lucien Bodard, qui a dix ans lorsque sa mère et lui arrivent à Paris, venant directement de Chine, où Albert Bodard, son père, est consul grâce au soutien de Berthelot, comme l'explique Lucien Bodard dans ses trois livres Monsieur le Consul (prix Interallié 1973), Le fils du Consul (1975) et Anne Marie (prix Goncourt en 1981), dans lequel il le nomme André Masselot.